# Arnoud-Jan Pennink
Arnoud-Jan Pennink (1956) is een Nederlands politicus van D66.
Hij is in Delft afgestudeerd als bouwkundig ingenieur en begon zijn carrière als juniortekenaar op het architectenbureau van zijn vader. In 1994 werd Pennink wethouder Onderwijs en Bestuurszaken van het stadsdeel Amsterdam-Zuid en in 1998 volgde zijn aanstelling als rector van het Coenecoop College in Waddinxveen. Begin 2002 werd Pennink burgemeester van de Noord-Hollandse gemeente Anna Paulowna maar kort na zijn herbenoeming in 2008 nam hij ontslag om voorzitter te worden van het College van Bestuur van de Stichting Voortgezet Onderwijs Kennemerland (SVOK).
In verband met het ziekteverlof van burgemeester Hans van den Doel werd Pennink op 14 september 2010 benoemd tot waarnemend burgemeester van Anna Paulowna. Van den Doel overleed kort hierna op 22 september. Op 1 januari 2012 ging die gemeente op in de nieuwe gemeente Hollands Kroon.